# 帕米尔柳穿鱼
帕米尔柳穿鱼（学名：Linaria kulabensis），为玄参科柳穿鱼属下的一个植物种。